# Artur Stolz
Artur Stolz (* 1932; † 22. Mai 2018) war ein deutscher Basketballspieler.

## Laufbahn
Stolz, der den Spitznamen „Atti“ trug, begann im November 1946 beim Jugendclub der US-Armee, German Youth Activities (GYA), auf dem Gelände des Flughafens Tempelhof mit dem Basketball. Die Mannschaft schloss sich später dem Verein Neuköllner Sportfreunde an. Stolz wurde mit Neukölln 1950 deutscher Jugendmeister. Mit der Herrenmannschaft Neuköllns gehörte er in den 1950er und frühen 1960er Jahren zur bundesdeutschen Spitze und wurde als Spielführer 1952, 1953, 1955 sowie 1963 mit den Sportfreunden deutscher Vizemeister. 1962, 1962, 1964 und 1967 gewann er mit Neukölln die norddeutsche Meisterschaft.
1951, 1955, 1957 und 1961 nahm Stolz mit der deutschen Nationalmannschaft an Europameisterschaften teil. Beim EM-Turnier im bulgarischen Sofia im Sommer 1957 war er mit einem Punkteschnitt von acht je Begegnung zweitbester deutscher Werfer. Insgesamt bestritt er 54 Länderspiele.